# Diplodactylus fulleri
Espèce
Diplodactylus fulleri est une espèce de gecko de la famille des Diplodactylidae.

## Répartition
Cette espèce est endémique d'Australie-Occidentale. Elle se rencontre dans la région du lac Disappointment.

## Étymologie
Cette espèce est nommée en l'honneur de Phillip John Fuller.

## Publication originale
- Storr, 1978 : Seven new gekkonid lizards from Western Australia. Records of the Western Australian Museum, vol. 6, p. 337-352 (texte intégral).